# Weserstadion
O Weserstadion é um estádio localizado em Bremen, na Alemanha. É a casa do time de futebol da Bundesliga Werder Bremen.
Inaugurado em 1926, tem capacidade para 42.100 torcedores, ou 37.441 em jogos internacionais, com todos os torcedores sentados. 
Nesse estádio foi marcado o gol número 3.000 da Bundesliga, no dia 21 de Outubro de 2006, na derrota do Werder Bremen para o Bayern de Munique por 3 a 1, feito por Roy Makaay.
Além de jogos de futebol, já recebeu vários shows internacionais, como: U2, Rolling Stones, Michael Jackson, Guns N' Roses, Ray Charles, entre outros.

## Ligções externas
- Site Oficial
- Foto por Satélite - Google Maps (Na Foto, ainda em Reforma)